# Дочки Божої Любові

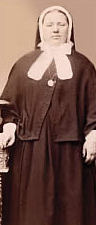
Франціска Лехнер

До́чки Бо́жої Любо́ві — жіночий католицький орден, головний дім якого розташований у Відні.

## Історія
Громада була заснована в Австрії 21 листопада 1868 року Франціскою Лехнер (1833—1894), за підтримки архієпископа Відня 
Орденн швидко поширювався в країнах Центральної Європи, і в 1913 почав поширюватися в Англії та США.
Його Конституція, розроблена Антоном Штайнером і єзуїтом Стогером, отримала остаточне схвалення 18 травня 1882 року, а власне конгрегація отримала офіційний статус папською буллою від 18 серпня 1897 року.

## Місця перебування ордену
- Албанія
- Африка
- Австрія
- Болівія
- Боснія і Герцеговина
- Бразилія
- Хорватія
- Чехія
- Англія
- Німеччина
- Угорщина
- Італія
- Косово
- Північна Македонія
- Польща
- Словаччина
- Україна
- Сполучені Штати